# Doug Gjertsen
Douglas „Doug“ Seneca Gjertsen (* 31. Juli 1967 in Phillipsburg, New Jersey) ist ein ehemaliger US-amerikanischer Schwimmer. Er gewann zwei olympische Goldmedaillen und eine Bronzemedaillen, bei Weltmeisterschaften erhielt er eine Gold und eine Silbermedaille.

## Karriere
Gjertsen wuchs in Texas auf und ging auf die Stratford High School in Houston. Ab 1987 besuchte er die University of Texas. Er gewann insgesamt zwölf Meistertitel der National Collegiate Athletic Association, davon drei Einzeltitel und neun Staffeltitel.
Bei den olympischen Schwimmwettbewerben 1988 in Seoul qualifizierten sich Craig Oppel, Daniel Jorgensen, Matthew Cetlinski und Doug Gjertsen mit der zweitbesten Zeit für das Finale in der 4-mal-200-Meter-Freistilstaffel. Im Finale schwammen Troy Dalbey, Matthew Cetlinski, Doug Gjertsen und Matt Biondi mit neuem Weltrekord zur Goldmedaille vor den beiden Staffeln aus der DDR und aus der BRD. Die 4-mal-100-Meter-Freistilstaffel aus den Vereinigten Staaten siegte in ihrem Vorlauf mit Brent Lang, Doug Gjertsen, Shaun Jordan und Troy Dalbey. Im Finale gewannen Christopher Jacobs, Troy Dalbey, Tom Jager und Matt Biondi. Seit 1984 erhielten auch Staffelteilnehmer, die nur im Vorlauf angetreten waren, eine Medaille, wenn die Finalteilnehmer eine Medaille gewannen. Troy Dalbey und Doug Gjertsen wurden von der koreanischen Polizei beschuldigt, einen Löwenkopf aus Marmor aus der Hotelbar gestohlen zu haben. Nach dem Verhör wurden sie auf freien Fuß gesetzt und von der Mannschaftsleitung noch während der Olympischen Spiele heimgeschickt. Beide wurden für 18 Monate von Wettbewerben ausgeschlossen, traten aber 1989 wieder an.
Bei den Pan Pacific Swimming Championships 1989 war Gjertsen wieder dabei und gewann Bronze über 100 Meter Freistil, Gold über 200 Meter Freistil und war mit beiden Freistilstaffeln erfolgreich. Anfang 1991 bei den Weltmeisterschaften in Perth erreichte Gertsen über 200 Meter Freistil den zwölften Platz. Die 4-mal-100-Meter-Freistilstaffel mit Tom Jager, Brent Lang, Doug Gjertsen und Matt Biondi gewann den Titel, während die 4-mal-200-Meter-Freistilstaffel mit Troy Dalbey, Melvin Stewart, Daniel Jorgenson und Doug Gjertsen die Silbermedaille hinter der deutschen Staffel erschwamm. Im Jahr darauf belegte Gjertsen bei den Olympischen Spielen 1992 in Barcelona den achten Platz über 200 Meter Freistil. Die 4-mal-200-Meter-Freistilstaffel erreichte mit Scott Jaffe, Daniel Jorgenson, Jon Olsen und Doug Gjertsen das Finale. Im Endlauf siegte die Staffel des Vereinten Teams vor den Schweden. Joe Hudepohl, Melvin Stewart, Jon Olsen und Doug Gjertsen erhielten die Bronzemedaille vor der deutschen Staffel.
Nach seinem Karriereende ging Gjertsen als Trainer nach Atlanta, seine Schützlinge waren bei allen Olympic Trials seit 1996 dabei.